# Prosopocera robecchii
Prosopocera robecchii är en skalbaggsart som beskrevs av Raffaello Gestro 1892. Prosopocera robecchii ingår i släktet Prosopocera och familjen långhorningar.
Artens utbredningsområde är Kenya. Inga underarter finns listade i Catalogue of Life.